# Emmaboda församling
Emmaboda församling är en församling i Emmaboda pastorat i Stranda-Möre kontrakt i Växjö stift. Församlingen ligger i Emmaboda kommun i Kalmar län.

## Administrativ historik
Församlingen bildades 1 januari 1939 (enligt beslut den 26 augusti 1938) genom utbrytning av Emmaboda köpings område ur Vissefjärda församling.

### Pastorat
- 1 januari 1939 till 1 januari 1962: Annexförsamling i pastoratet Vissefjärda och Emmaboda.
- 1 januari 1962 till 1979: Eget pastorat.
- 1979 till 2010: Moderförsamling i pastoratet Emmaboda och Långasjö församling.[5]
- Från 2010: Moderförsamling i Emmaboda pastorat.[6]

### Kontrakt
- 1939 till 2012: Södra Möre kontrakt
- Från 2012: Stranda-Möre kontrakt

## Kyrkor
- Emmaboda kyrka